# ويليام بايارد
ويليام بايارد هو كاتب وطبيب كندي، ولد في 21 أغسطس 1814 في كنتفيل ‏ في كندا، وتوفي في 17 ديسمبر 1907 في سانت جون في كندا.